# Nassim Lyes
Nassim Lyes Si Ahmed (Nîmes, 3 juni 1988), beter bekend als Nassim Lyes en Nassim Si Ahmed, is een Frans acteur. Hij speelde in diverse films en series, waaronder Sous la Seine, Marseille en The Spy.

## Filmografie

### Film
- 2010: Reprise, als boxer
- 2011: Mineurs 27, als Wilson
- 2013: Les petits princes, als jonge kunstenaar
- 2015: J'marche pas en arrière, als Alex
- 2015: Made in France, als Driss
- 2015: La nuit est faite pour dormir, als Karim
- 2017: Épouse-moi mon pote, als dj
- 2017: Le brio, als klant
- 2018: Vaurien, als Majid
- 2019: Junk Love, als rokkenjager
- 2019: Jusqu'ici tout va bien, als Sadek
- 2019: The Painers, als Pelon
- 2020: Kandisha, als Abdel
- 2020: Les Sacrifiés, als Adil Djebari
- 2021: En passant pécho, als Cokeman
- 2021: Il materiale emotivo, als Alain
- 2021: The Last Mercenary, als Simyon Novak
- 2021: Birds of Paradise, als Jamal
- 2022: Les Segpa, als slecht persoon
- 2022: 16 ans, als Tarek Kadri
- 2022: Overdose, als Saïd Masriche
- 2023: Farang, als Sam
- 2023: Nouveaux riches, als Yussuf / Thiago
- 2024: Sous la Seine, als Adil
- 2025: Ad Vitam, als Benjamin

### Televisie
- 2012: Talons aiguilles & bottes de paille, als Elliot
- 2012-2013: En passant pécho, als Cokeman
- 2012-2014: Lascars, als Malik
- 2013: Léo Mattéï, Brigade des Mineurs, als inbreker
- 2014: Hôtel de la plage, als Omar
- 2015: American Dream, als Mehmet
- 2016: Marseille, als Selim
- 2018: Groom, als Selim
- 2019: The Spy, als Zaher Ma'azi
- 2019: Nemaya, als Small
- 2019: Replay, als Don Juan
- 2020: Ils étaint dix, als Malik Alaoui
- 2021: L'amour flou, als monitor
- 2023: Cardo, als Bastien
- 2023: Julia, als Sam Slimani

### Videoclips
- 2014: Hugo, van Jacynthe
- 2014: Suicide Commercial, van Lino
- 2016: Sphynx, van La Femme
- 2016: The Missing, van Cassius
- 2017: L'histoire d'un negro, van Guizmo
- 2019: New Look, van Rita Ora[3]
- 2020: Boston George, van Lacrim en Maes